# Vorticella
A Vorticella harang alakú csillósok nemzetsége, melyek tönkkel rögzítik magukat szubsztrátokhoz. Ezeken kontraktilis mionéma van, mely lehetővé teszi a sejttest szubsztrátok fölé húzását. A tönkképződés a szabadon úszó állapot után közvetlenül indul.

## Etimológia
A Vorticella név az örvénykeltő csillókra utal. Nevezik még harangállatkának is harang alakú teste miatt.

## Történet
A Vorticellát először Antonie van Leeuwenhoek említette 1676. október 9-i levelében. Két lófülszerűen mozgó szarvat feltételezett róla, melyekről kiderült, hogy a vízáramlat készítéséhez verő széjcsillók. 1755-ben a August Johann Rösel, német miniatúrafestő leírta a Vorticellát, melyet 1758-ban Linné Hydra convallariának nevezett, de 1767-ben átnevezte Vorticella convallariára. Otto Friedrich Müller 127 Vorticella-fajt említett 1786-ban, de sokukról kiderült, hogy valójában más protozoonok vagy kerekesférgek. A Vorticella máig használt meghatározását Ehrenberg adta 1838-ban. Azóta 80 további faját írták le, de sokuk korábban felfedezettek szinonimája lehet.

## Élőhely és ökológia
Élőhelye lehet nedves talaj, sár és növénygyökerek. E protozoon csillós, és elsősorban édesvízben található. Baktériumokat eszik, emellett sejten kívül szúnyogokkal, fonálférgekkel, rákokkal és ebihalakkal is kapcsolatba léphetnek. Rákok epibiontája (vagyis szesszilis állapotában élő szubsztráthoz rögzült; a rák a bazibionta). E kapcsolat az epibiózis. Kerekesférgek esznek Vorticella-fajokat. A Vorticella-sejtek felszínéhez kapcsolódva élhetnek baktériumok epibiontaként, ez egyes esetekben szimbiózis is lehet a két élőlény közt.

## Leírás
Egyedül élő élőlények tartoznak ide, melyek összehúzva oválisak. Kedvezőtlen körülmények közt hosszú, vékony és rövid, széles állapot közt váltakozhatnak. A száj a tönkkel átellenes végen van. A test átmérője 30–40, a tönké 3–4 μm, utóbbi hossza 100 μm.
Sejtplazmája általában átlátszó kékesfehér, de sárga vagy zöld pigmentet is tartalmazhat. Az emésztő űröcskék barnák vagy szürkék lehetnek, de ez a tápláléktól függ. A sejtplazmában gyakori Chlorella-fajok, tápanyagraktárak és salakanyagszemcsék a sejtet átlátszatlanná tehetik.
Pellikulája a sejt mentén párhuzamosan csíkozott. Ez pusztulákkal, szemölcsszerű kiemelkedésekkel, tüskékkel vagy tuberkulumokkal rendelkezhet. Ártalmatlan és parazita baktériumok egyaránt nőhetnek a testen és a tönkön, így a sejt részének tűnhetnek. Belül ívelt, transzverzális makronukleusz van, mellette kerek mikronukleusz.
A hasonló Pseudovorticella a legtöbb körülmény mellett megkülönböztethetetlen a Vorticellától, de csillóik morfológiája eltér, mely ezüstös festéssel látható. A Pseudovorticella felszínén hálószerű minta van.

### Tönk
Mozgó állapotában a szabadon úszó telotroch gyorsan, változékonyan mozgó hosszú henger. A tönkanyagok a sejt szesszilissé válásához szekretáltatnak. A tönkprekurzorok sűrű szemcsében vannak az aborális (bazális) végen, melyeket folyadékként bocsát ki exocitózissal. E folyadék megfagy, kialakítva az adhéziós lemezt, a tönkmátrixot és -héjat. A tönk néhány óra alatt eléri teljes méretét.
Részei a merev fonalakkal (batonett) körülvett kontraktilis mionéma. A feltekert mionéma és a batonettek molekuláris rugók, így a Vorticella összehúzódhat. A sejttest ezredmásodpercek alatt több száz mikrométert mozoghat. A mionéma fajlagos ereje egyes szerzők szerint egy átlagos autó motorjáénál is nagyobb. A mionémák a foriszómákhoz hasonlók, de tőlük függetlenül alakultak ki.

### Táplálkozás
Elülső perisztomiális ajka rövid és keskeny. Egy kifelé ívelő perisztomiális lemez függ össze a perisztómával. Ez, mely gyűrűs undulációkkal vagy kiemelkedésekkel rendelkezhet, csillósorokat zár közre. Ez visszahúzódáskor bezárul a lemez és a csillók felett.
Szuszpenzióevő, sejtgaratja redukált vagy eltűnt. Szájcsillói vannak a vízáramlat kialakításához, sejtszája a sejt felszínén a táplálékot kiszűri és feldolgozza. A szájcsillók a táplálékot 0,1–1 mm/s sebességgel húzzák felé.
A befolyó víz a táplálékot a vestibulumon át húzza be a belső és a külső membránok közt. Ez a táplálékbe- és salakanyag-kivitel közös járata. A vestibularis membránok a táplálékot behúzzák, ahol az végül orsó alakú emésztő űröcskében egyesülhet a garatban. Miután ezek elhagyják a csilló nélküli garatcsövet, kerekké válnak. Mikor a víz kifolyik, a kontraktilis vakuólumok és a teli emésztő űröcskék kiüríthetik tartalmukat. A kontraktilis vakuólumok a makronukleusz és a vestibulum közt vagy mellett vannak.
A szájcsillókban van a membranellumok adorális zónája, melyek összetett csillószervecskék. A parorális zóna csillópárok sorából áll. A sejtszáj adorális zónája az egyik, a parorális a másik oldalon van. Felnőtt állapotban nincs szomatikus csillója. Kettéhasadással szaporodik. Ekkor az élőlény két részre osztódik, ahol az osztódás a hossztengely mentén történik.

## Fosszíliák
Vorticella-fosszília ismert egy triász kori (mintegy 200 millió éves) piócakokonból. A fosszíliát a Section-csúcsi formációban fedezték fel a kelet-antarktiszi Timber-csúcson, és felismerhető szájkörnyéke, helikálisan kontraktilis tönkje és C alakú makronukleusza van a mai Vorticella-fajokhoz hasonlóan.

## Rovarok elleni védekezésként
A szúnyoglárvák növekedését, fejlődését és átalakulását gátolja a Vorticella, halált okozva. A felszínhez való kapcsolódáshoz használt biopolimer károsíthatja a lárvák érzékszerveit vagy pórusképződését. Egy másik lehetőség a lárvák vízfelszín felett maradásra való képtelensége miatti fulladása. A Vorticellát ezért szúnyogok elleni védekezésként is vizsgálták, melyek trópusi betegségek vektorai.

## Rendszertan
Több mint 200 Vorticella-faj ismert, de több szinonima lehet. Molekuláris filogenetika alapján egyes, korábban morfológiájuk alapján idesorolt fajok más csoportok tagjai lehetnek, kládot alkotva az Astylozoon és az Opisthonecta nemzetségekkel.

### Gyakori fajai
A fajok forrása a Taxonomy Browser.
- Vorticella aequilata
- Vorticella campanula
- Vorticella chlorostigma
- Vorticella citrina
- Vorticella convallaria
  - Vorticella convallaria compacta
- Vorticella elongata
- Vorticella fusca
- Vorticella gracilis
- Vorticella lima
- Vorticella mayeri
- „Vorticella microstoma” (molekuláris filogenetika alapján nem Vorticella-faj)[16]
- Vorticella natans
- Vorticella oceanica
- Vorticella similis
- Vorticella striata

## Fordítás
Ez a szócikk részben vagy egészben  a   Vorticella című angol Wikipédia-szócikk ezen változatának fordításán alapul.  Az eredeti cikk szerkesztőit annak laptörténete sorolja fel. Ez a jelzés csupán a megfogalmazás eredetét és a szerzői jogokat jelzi, nem szolgál a cikkben szereplő információk forrásmegjelöléseként.